# Rudolf Kargus
Rudolf Kargus (Worms, 19 agosto 1952) è un ex calciatore tedesco, di ruolo portiere.
Ha preso parte a 3 gare della Nazionale della Germania Ovest.

## Palmarès
- Coppa di Lega tedesca: 1

Amburgo: 1972-1973
- Campionato tedesco: 1

Amburgo: 1978-1979
- Coppa delle Coppe: 1

Amburgo: 1976-1977